# Phlox austromontana
Phlox austromontana är en blågullsväxtart. Phlox austromontana ingår i släktet floxar, och familjen blågullsväxter.

## Underarter
Arten delas in i följande underarter:
- P. a. austromontana
- P. a. densa
- P. a. jonesii
- P. a. lutescens
- P. a. prostrata

## Bildgalleri

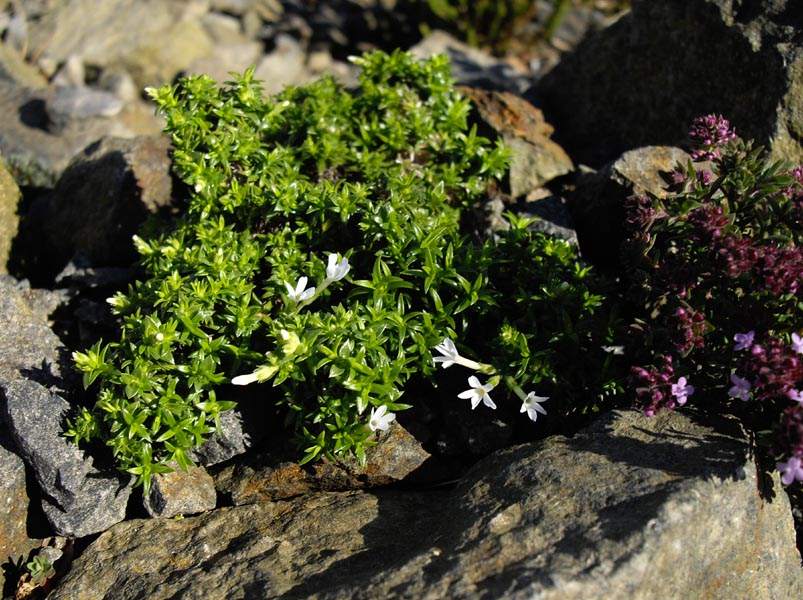
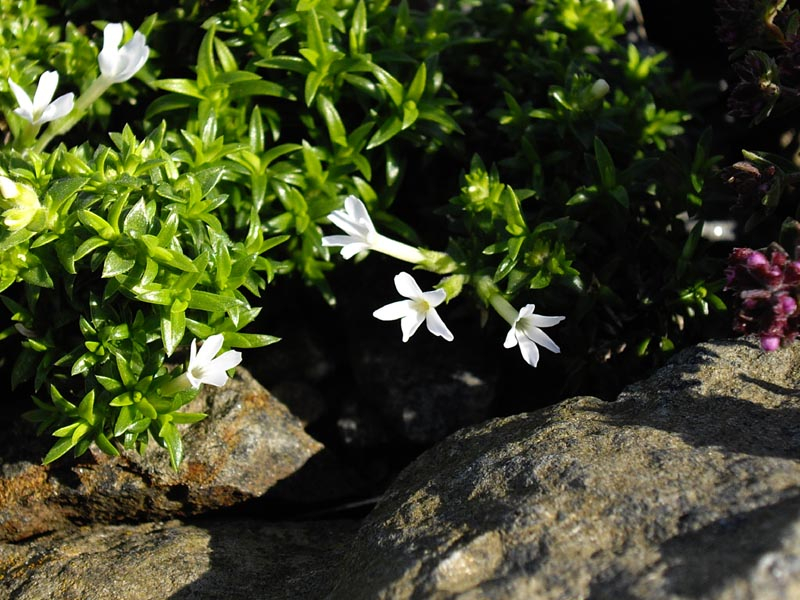